# Nowy Sącz
Nowy Sącz é um município da Polônia, na voivodia da Pequena Polônia. Estende-se por uma área de 57,58 km², com 84 041 habitantes, segundo os censos de 2017, com uma densidade de 84 041 hab/km².